# Аутригоны
Аутригоны, также известные как аустригоны или ауриготы — доримский народ древней Испании. Римский историк Павел Орозий упоминает их как соседей галлеков, то есть они обитали на северо-западе Римской Испании.

## Область проживания
Территория, где проживали аутригоны до прихода римлян, в настоящее время делится между испанскими провинциями Кантабрия (к востоку от реки Асон), Бургос (северо-восток), Бискайя (к западу от реки Нервион-Ибайсабаль), Алава (запад) и Ла-Риоха (запад).
Плиний Старший пишет о «десяти государствах аутригонов», отмечая, что упоминания заслуживает лишь Tritium Autrigonum (ныне Монастерио-де-Родилья — Бургос) и Virovesca (вероятно, современная Бривиеска — Бургос; легенда на кельтиберской монете: Uirouiaz) в долине реки Ока (Испания).
Из других аутригонских городов были известны Deobriga (близ современного города Миранда-де-Эбро — Бургос), Uxama Barca (Осма-де-Вальдегобия; надпись на кельтиберской монете: Uarcaz?), Segisamunculum (Сересо-дель-Риотирон — Бургос), Antecuia (близ современного Панкорбо — Бургос), Vindeleia (Кубо-де-Буреба — Бургос), Salionca (Поса-де-ла-Саль — Бургос) и порт Portus Amanus/Флавиобрига (Кастро-Урдиалес — Кантабрия).

## Происхождение
Аутригоны были кельтским народом, который в 5 в. до н. э. обитал в долине Гаронны в Галлии, где смешался с белгами. Примерно в начале 4 в. до н. э. аутригоны и часть белгов мигрировали в Иберию в ходе более широкой миграции кельтских племён.

## Культура
Аутригоны связаны с археологической культурной группой ‘Монте-Бернорио-Миравече’, существовавшей на севере провинций Бургос и Паленсия в раннем железном веке. Как показывают археологические находки, во 2 веке до н. э. аутригоны подпали под влияние кельтиберов.
К 1 в. до н. э. они были организованы в федерацию автономных поселений на возвышенностях, расположенных в горных регионах верховий Эбро. Города были защищены глинобитными стенами, подобными тем, что имелись в Нуманции.

## История
После перехода из Франции через Пиренеи аутригоны прорвались через горный регион (ныне Наварра) и через верховья Эбро на северную месету. К середине 4 в. до н. э. они захватили территорию, где ныне находятся провинции Кантабрия и Бургос. Территория, известная в тот период как Autrigonia или Austrigonia, достигала долины реки Писуэрга, где они основали свою первую столицу Autraca или Austraca на обоих берегах реки Autra (Одра).
Также аутригоны обеспечили себе выход к морю, захватив у говоривших на аквитанском языке каристиев прибрежный высокогорный регион между реками Асон и Нервион на территории современных провинций Бискайя и Алава в Стране Басков. Однако они не смогли удержать под своим контролем столь обширную территорию; вскоре после 300 г. до н. э. их изгнали из южной Аутригонии (запад современной провинции Бургос) турмодиги и ваккеи, которым удалось захватить столицу аутригонов г. Аутрака.
Отброшенные в течение 3 в. до н. э. обратно на свои земли к северу от долины реки Арлансон, аутригоны во 2-1 вв. стали племенным сообществом, подобным их соседям к северо-западу.

## Романизация
По-видимому, аутригоны не принимали участия в Кельтиберских войнах, хотя, как традиционные союзники беронов, помогали последним противостоять наступлению римского полководца Сертория на север Кельтиберии в 76 г. до н. э., и сохраняли независимость до конца 1 в. до н. э., когда нарастающее давление и набеги со стороны астуров и кантабров вынудило аутригонов стать союзниками Рима.
Несмотря на включение в состав новой римской провинции Тарраконская Испания в начале 1 в. н. э., аутригоны были романизированы лишь частично, так и не стали христианами, и продолжали снабжать римскую армию вспомогательными войсками вплоть до конца Империи. Аутригоны пережили падение Западной римской империи и завоевание Испании германцами в конце 4 в. н. э. и даже на короткое время воссоздали своё королевство, которое существовало почти 2 века вплоть до окончательного покорения васконами около 580 г.